# 5 років Конституції України (монета)
«5 ро́ків Конститу́ції Украї́ни» — пам'ятна монета номіналом 2 гривні, випущена Національним банком України, присвячена Основному Закону України, прийнятому 28 червня 1996 року на 5-й сесії Верховної Ради України.
Монету введено в обіг 26 червня 2001 року. Вона належить до серії «Відродження української державності».

## Опис монети та характеристики
| Номінал грн. | Метал      | Маса, г | Діаметр, мм | Якість виготовлення | Гурт     | Тираж, штук |
| ------------ | ---------- | ------- | ----------- | ------------------- | -------- | ----------- |
| 2            | нейзильбер | 12,8    | 31,0        | звичайна            | рифлений | 30 000      |

### Аверс
На аверсі монети у верхній її частині розміщено малий Державний Герб України, під яким напис «УКРАЇНА»; між двома фрагментами стилізованого рослинно-квіткового орнаменту — написи у три рядки: «2», «ГРИВНІ», «2001» і логотип Монетного двору Національного банку України.

### Реверс

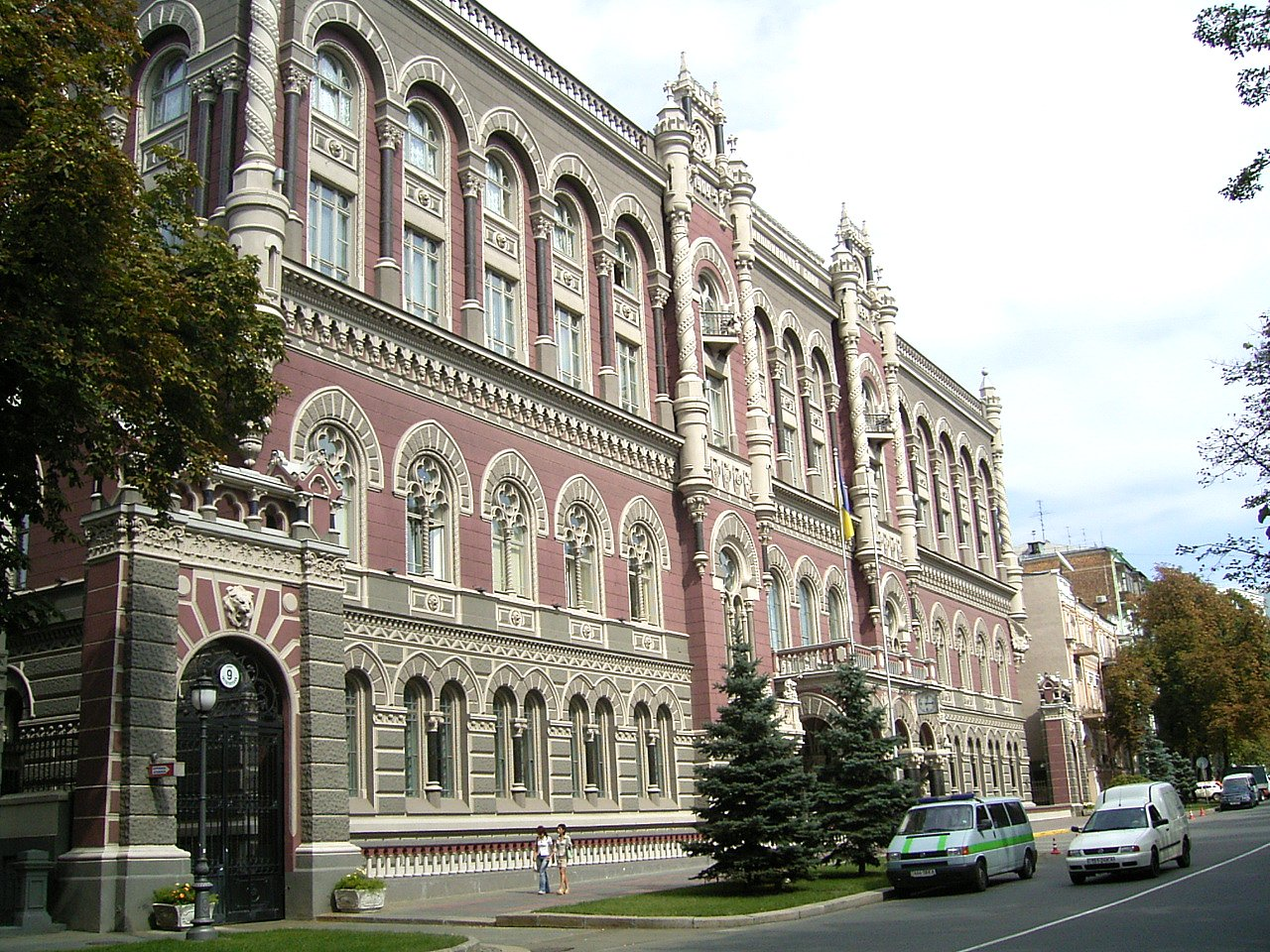
Будівля Національного банку України

На реверсі монети у центрі зображено розгорнуту книгу з написом у три рядки «5 РОКІВ КОНСТИТУЦІЇ», яка обрамлена рослинною композицією з колосся та гілок калини, над нею — будівля Верховної Ради України; унизу — дата прийняття Конституції: «28/ ЧЕРВНЯ/ 1996».

## Автори
- Художник — Корень Лариса.
- Скульптор — Атаманчук Володимир.

## Вартість монети
Ціна монети — 2 гривні, була вказана на сайті Національного банку України у 2011 році.
Фактична приблизна вартість монети з роками змінювалася так:
| Рік        | 2010 | 2011 | 2012 | 2013 | 2014 | 2015 | 2016 | 2017 | 2018 | 2019 | 2020 | 2021 | 2022 | 2023  | 2024  | 2025  |
| ---------- | ---- | ---- | ---- | ---- | ---- | ---- | ---- | ---- | ---- | ---- | ---- | ---- | ---- | ----- | ----- | ----- |
| Ціна, грн. | 90   | 100  | 100  | 160  | 210  | 320  | 335  | 330  | 410  | 370  | 400  | 400  | 450  | 1 000 | 1 350 | 1 450 |